# Autcraft
Autcraft（オートクラフト）は、自閉症と診断された子どもたちのために安全な避難所となることを目的としたMinecraftサーバーである。

## 歴史
2013年に設立されたAutcraftは、自閉症を念頭に置いて作られた最初のMinecraftサーバーである。創設者はカナダ・オンタリオ州ティミンズ在住のウェブ開発者で、自閉症と診断された息子を持つスチュアート・ダンカンであり、ゲーム内では「AutismFather」として知られている。Autcraftは、このような子どもたちがいじめや差別の脅威にさらされることなく他の人とお気に入りのゲームを遊べるように作られた。Autcraftは、精神的な疾患の有無にかかわらず、大人とその友人や家族によって管理されている。2025年1月時点で、このサーバーには18,000人以上のホワイトリスト登録プレイヤーがいる。
サーバーについて尋ねられた際、ダンカンは「ただ、君たちは一人じゃないということを伝えるだけだ…。私たちはお互いのためにここにいて、必要な限り支え合う…。私たちは皆、時にどれほどひどく感じることがあるかを知っているし、誰にも同じ思いをしてほしくないのだ」と述べている。
Autcraftは、2015年にRinglandらによる会議録論文の題材となり、その中でサーバーのデジタル・エスノグラフィーから得られた実証データを用いて、自閉症の子どもの親たちが暗黙的および明示的な手段を通じていかに「安全な」仮想世界を継続的に作り出しているかが探究された。

## ゲーム内容
Autcraftのゲームプレイは基本的にバニラ版（非改造版）のMinecraftにほぼ類似しているが、モデレーションの支援、荒らし（他のプレイヤーの建築物やアイテムを無断で破壊すること）の防止、あるいはカスタムクラフトレシピの追加を目的とした、さまざまなサーバープラグインが導入されている。また、「プレイヤー・オブ・ザ・ウィーク（POTW）」イベントがあり、優れた活躍を見せたプレイヤーがその期間のPOTWとして選出される。さらに「ウィザー・ファイト」では、プレイヤーが通常の敵や著しく強力なカスタムボスの波を協力して撃退しなければならない。これらのボスはしばしば、恒久的な有益効果を付与する防具や、単なるトロフィーといった、希少で人気のあるアイテムをドロップすることがある。